# Credit Suisse Challenge 2012
De Credit Suisse Challenge is een jaarlijks golftoernooi van de Europese Challenge Tour. In 2012 werd het op de Golf Sempachersee in Luzern gespeeld van 12-15 juli.
De winnaar van 2011, Benjamin Hebert, kwam zijn titel niet verdedigen, want hij speelde in 2012 op de Europese Tour en daar speelde hij het Schots Open in deze periode.
Het prijzengeld bedroeg 160.000 euro.

## Verslag
Het toernooi begon met een mooie ronde van Joachim B Hansen, die tien birdies en een bogey maakte en met 62 aan de leiding ging. De andere drie rondes speelde hij boven par, waardoor hij naar de 19de plaats zakte.

Roope Kakko maakte in ronde 2 een score van 63, met zeven birdies, een eagle en een bogey. Verder kwam niemand meer in de buurt van het toernooirecord.

Het toernooi eindigde in een play-off tussen twee Franse spelers, Gary Stal en Alexandre Kaleka. Op de eerste extra hole won Gary Stal met een birdie.
Vreemd was dat in de hele week slechts op hole 17 eagles werden gemaakt, in totaal 20.
- Leaderboard

| Speler             | R1 | R2 | R3 | R4 | Score | Score | Rang |
| ------------------ | -- | -- | -- | -- | ----- | ----- | ---- |
| Gary Stal          | 69 | 67 | 67 | 70 | 273   | -11   | 1    |
| Alexandre Kaleka   | 70 | 65 | 67 | 70 | 273   | -11   | 2    |
| Andrea Perrino     | 69 | 66 | 68 | 72 | 275   | -9    | 3    |
| Joachim B Hansen   | 62 | 74 | 72 | 73 | 281   | -3    | T19  |
| Hugues Joannes     | 67 | 71 | 71 | 78 | 287   | +3    | T45  |
| Taco Remkes        | 71 | 71 | MC |    |       |       |      |
| Guillaume Watremez | 73 | 74 | MC |    |       |       |      |
| Pierre Relecom     | 71 | 73 | NC |    |       |       |      |
| Wil Besseling      | 74 | 68 | MC |    |       |       |      |
| Floris de Vries    | 74 | 68 | MC |    |       |       |      |

| Leider |  | Toernooirecord |  | MC = missed cut = cut gemist |

## De spelers
| - Antti Ahokas - Björn Åkesson - Phillip Archer - HP Bacher - Benn Barham - Seve Benson - Adrien Bernadet - Wil Besseling - André Bossert - Michiel Bothma - Christophe Brazillier - Daniel Brooks - Sebastian Buhl - Magnus A. Carlsson - Baptiste Chapellan - Marco Crespi - Matthew Cryer - Stuart Davis - Eduardo de la Riva - François Delamontagne - Robert Dinwiddie - Chris Doak - Jack Doherty - Agustin Domingo - Paul Dwyer - Rafa Echenique - Pelle Edberg - Ben Evans - Charlie Ford - Matt Ford - Alastair Forsyth - Florian Fritsch | - Chris Gane - Jordi García - Jordi García Pinto - Daniel Gaunt - Adam Gee - Jordan Gibb - Peter Gustafsson - Joachim B Hansen - Andreas Hartø - James Heath - Marcus Higley - Garry Houston - Sam Hutsby - Lasse Jensen - Steven Jeppesen - Roope Kakko - Shiv Kapur - Maximilian Kieffer - Espen Kofstad - José-Filipe Lima - Gary Lockerbie - Michaël Lorenzo-Vera - Callum Macaulay - Morten Orum Madsen - Andrew McArthur - Ross McGowan - Francis McGuirk - David McKenzie - Jamie McLeary - Nicolas Meitinger - Colm Moriarty - Åke Nilsson | - Matthew Nixon - Steven O'Hara - Ben Parker - Andrew Parr - John Parry - Eddie Pepperell - Andrea Perrino - Scott Pinckney - Florian Praegant - Raul Quiros - Pierre Relecom - Taco Remkes - Bernd Ritthammer - Victor Riu - Raymond Russell - Charles-Edouard Russo - Reinier Saxton - Anthony Snobeck - Matthew Southgate - Gary Stal - Roland Steiner - Alessandro Tadini - Andrew Tampion - Steven Tiley - Daniel Vancsik - Alvaro Velasco - Johan Wahlqvist - Simon Wakefield - Justin Walters - Olly Whiteley - Oliver Wilson | Zwitserse rangorde - Damian Ulrich - Martin Rominger - Robert Wiederkehr - Nicolas Sulzer - Ken Benz - Julien Clément - Raphaël de Sousa - Claudio Blaesi - Petr Gal - Fredrik Svanberg - James Johnson - Jann Schmid - Jean-Luc Burnier - Nicolas D'Incau Amateurs - Edouard Amacher - Marc Dobias - Mathias Eggenberger - Joel Girrbach - Marco Iten - Benjamin Rusch | Invitaties Swiss PGA - Alexander Knappe - Panos Karantzias - François Calmels - Guillaume Watremez - Hugues Joannes - Ivó Giner - Juan Antonio Bragulat - Sebastian García R. - Uli Weinhandl - Jurgen Maurer - Philipp Fendt - Gavin Dear - Andrea Maestroni - Matteo Delpodio - Domenico Geminiani - Nino Bertasio - Brooks Koepka - Janne Mommo - Peter Erofejeff - Janne Kaske - Joakim Mikkelsen - Elias Bertheussen - Daniel Lokke - Alexander Levy - Ignacio Elvira - Antonio Hortal - Borja Etchart - Benedetto Pastore - Nicolo Ravano - Jakub Svoboda |